# 泰沃·阿比奥耶
泰沃·奥卢邦米·阿比奥耶（Taiwo Olubunmi Abioye，1958年1月17日—），是一名尼日利亚英语教授，专攻文体学和应用语言学。她是首位担任圣约大学副校长的女性教授。

## 学术生涯
1958年1月17日，阿比奥耶生于卡杜纳，父母来自奥贡州，她在阿马杜贝洛大学获得了语言艺术学位。1987年毕业，之后继续在本校深造，并于1992年和2004年分别获得硕士和博士学位。
1988年，阿比奥耶在阿马杜贝罗大学担任助理研究员，之后她不断升职，并成为高级讲师。2005年，她加入圣约大学并在2010年担任副教授。2011年，她出版《乔治·埃胡萨尼笔下的语言和意识形态》（Language and Ideology in George Ehusani's Writings）获得持续好评。2013年，担任教授。2014年，她担任该校的副校长。